# Bob Sapp

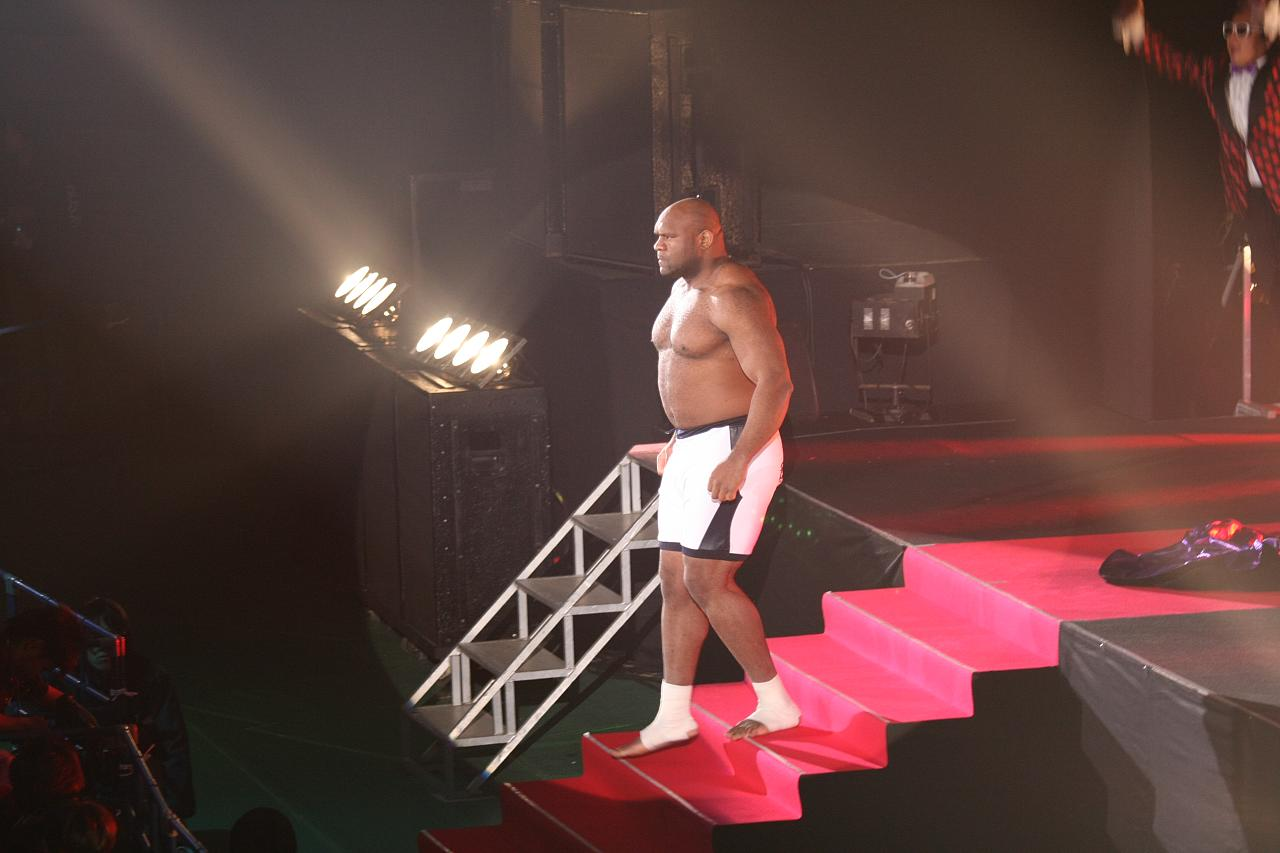
Bob Sapp (2008)

Robert Malcolm Sapp (ur. 22 września 1973 w Colorado Springs) – amerykański futbolista, aktor, wrestler, kick-bokser (formuły K-1) i zawodnik mieszanych sztuk walki (MMA).

## Kariera sportowa

### Futbol amerykański
Karierę sportową rozpoczął na University of Washington, gdzie uprawiał futbol amerykański, następnie trafił do National Football League. W latach 1997–2000 był zatrudniony kolejno w czterech klubach, lecz pojawił się tylko w dwóch meczach ligowych w barwach Minnesota Vikings.

### Wrestling
W 2001 rozpoczął karierę wrestlera w organizacji NWA Wildside. Występował również w World Championship Wrestling oraz w japońskich organizacjach HUSTLE i New Japan Pro-Wrestling.

### MMA i kick-boxing
W 2002 podpisał kontrakt z Pride Fighting Championships na trzy walki w mieszanych sztukach walki. W debiucie zwyciężył mającego na koncie 26 stoczonych walk Yoshihisę Yamamoto (TKO w 1. rundzie), a w drugim pojedynku w 11. sekund pokonał byłego dwukrotnego mistrza RINGS, Kiyoshiego Tamurę. W sierpniu 2002 roku, podczas gali PRIDE Shockwave zmierzył się z ówczesnym mistrzem PRIDE w wadze ciężkiej Antônio Rodrigo Nogueirą. Sapp był cięższy od rywala o 77 kg i dominował nad nim w pierwszej rundzie, jednak w drugiej opadł z sił, co wykorzystał Nogueira, poddając go za pomocą dźwigni na staw łokciowy.
Po wygaśnięciu kontraktu z PRIDE Sapp związał się z inną japońską organizacją − FEG, dla której walczył zarówno w kick-boxingu jak i MMA. W swoim pierwszym występie w kick-boxingu na zasadach K-1 (czerwiec 2002) został zdyskwalifikowany za zaatakowanie leżącego rywala, ale w dwóch następnych walkach zanotował zwycięstwa przez nokaut − nad Cyrilem Abidi oraz mistrzem organizacji K-1 Ernesto Hoostem. Tego drugiego pokonał podczas gali Final Elimination w Saitamie, co dało mu kwalifikację do Finału K-1 WGP 2002 − 8-osobowego turnieju o mistrzostwo K-1. Odbył się on 7 grudnia w Tokio. W ćwierćfinale Sapp został ponownie zestawiony z Hoostem. W pierwszej rundzie obrońca tytułu spowodował nokdaun Amerykanina ciosem sierpowym w korpus. W drugiej Sapp zdołał odwrócić losy pojedynku, pokonując Holendra przez techniczny nokaut. Po tej walce wycofał się jednak z dalszej rywalizacji z powodu kontuzji nadgarstka. Jego miejsce w półfinale zajął Hoost, który wygrał potem cały turniej.
W kolejnych dwóch latach walczył w K-1 ze zmiennym powodzeniem, wygrywając m.in. z Sethem Petruzellim oraz byłym yokozuną Tarō Akebono, ale też doznając porażek przed czasem z Mirko Filipoviciem, Remym Bonjaskym i Rayem Sefo.
W okresie tym Sapp zyskał w Japonii wielką popularność, której skala określana była „fenomenem popkultury”. Był twarzą kampanii reklamowych kilkuset produktów, nagrał płytę pop („Sapp Time”), napisał trzy bestsellery oraz prowadził w telewizji program rozrywkowy. Tylko do połowy 2003 roku gościł w ponad 200 programach telewizyjnych. Jego pojedynek z Akebono (grudzień 2003) był oglądany przez około 54 miliony japońskich telewidzów, co było największą liczbą w Japonii dla walki sportowej od 1976 roku.
W 2005 roku wygrał trzy walki w Hero’s (m.in. z Kim Min-soo, srebrnym medalistą olimpijskim w judo), a także tryumfował w turnieju K-1 World GP w Hiroszimie. Nie zdołał jednak zakwalifikować się do Finału K-1 WGP, przegrywając w walce eliminacyjnej z Choi Hong-manem. Wkrótce potem, skonfliktowany z władzami K-1 na tle finansowym, odszedł z organizacji. Powrócił w 2007 roku, aby stoczyć jedną walkę − podczas World GP w Amsterdamie został w ciągu 26 sekund znokautowany przez Petera Aertsa.
W następnych dwóch latach walczył głównie w MMA, m.in. dla Strikeforce i DREAM (w 2009 roku przegrał swoje obie walki w turnieju DREAM Super Hulk GP).
Od 2010 roku występuje na galach różnych europejskich i azjatyckich organizacji, przegrywając większość pojedynków, m.in. z Jörgenem Kruthem oraz Alexandru Lungu na zasadach K-1 czy Rollesem Graciem, Jamesem Thompsonem i Mariuszem Pudzianowskim w MMA.
W 2023 roku podpisał kontrakt z polską federacją organizującą gale typu freak show fight, Clout MMA. Pierwotny debiut dla tej federacji miał odbyć 28 października na gali Clout MMA 2, gdzie planowano jego walkę z Piotrem Piechowiakiem. Ostatecznie zestawienie zawodników przeniesiono na galę Clout MMA 3 przez problemy Sappa. Na wspomnianym wydarzeniu do polsko-amerykańskiego starcia nie doszło z nieznanych przyczyn.

## Osiągnięcia

### Kick-boxing
- 2003: Zawodnik roku NHB magazynu sportowego Black Belt

- 2005: Zwycięzca turnieju K-1 World Grand Prix w Hiroszimie

### Wrestling
- 2002: Nagroda MVP
- 2004: Mistrz IWGP w wadze ciężkiej

## Lista zawodowych walk MMA
| Wynik     | Bilans | Przeciwnik (bilans przed walką)    | Rozstrzygnięcie                      | Runda | Czas | Rozgrywki                                   | Data       | Miejsce   | Uwagi                                                              |
| --------- | ------ | ---------------------------------- | ------------------------------------ | ----- | ---- | ------------------------------------------- | ---------- | --------- | ------------------------------------------------------------------ |
| Wygrana   | 12-20  | Kintaro Osunaarashi (0-0)          | Decyzja (jednogłośna)                | 3     | 5:00 | RIZIN 13                                    | 30.09.2018 | Saitama   |                                                                    |
| Przegrana | 11-20  | Aori Gele (2-3)                    | TKO (ciosy pięsciami)                | 1     | 0:35 | Road FC 32                                  | 02.07.2016 | Changsha  | Main Event                                                         |
| Przegrana | 11-19  | Edson França (17-7)                | Poddanie (duszenie zza pleców)       | 1     | 0:35 | OX MMA                                      | 08.08.2013 | Fortaleza | Main Event                                                         |
| Przegrana | 11-18  | Aleksandr Jemieljanienko (21-6)    | TKO (ciosy pięściami)                | 1     | 1:18 | Legend Fight Show: Emelianenko vs. Sapp     | 25.05.2013 | Moskwa    | Main Event                                                         |
| Przegrana | 11-17  | Dusan Panajotovic (1-0-1)          | TKO (ciosy pięsciami)                | 1     | 1:28 | Night of the Champions 2012                 | 15.09.2012 | Belgrad   |                                                                    |
| Przegrana | 11-16  | Jong Dae Kim (3-2)                 | TKO (ciosy pięsciami)                | 2     | 1:58 | Road FC 8                                   | 16.06.2012 | Wonju     |                                                                    |
| Przegrana | 11-15  | Tolegen Akylbekov (4-3)            | TKO (poddanie się po ciosach)        | 1     | 1:29 | Bushido Lithuania vol.51                    | 08.06.2012 | Astana    |                                                                    |
| Przegrana | 11-14  | Soa Palelei (17-3)                 | TKO (ciosy pięściami)                | 1     | 0:12 | Cage Fighting Championship 21               | 18.05.2012 | Sydney    | Co-Main Event                                                      |
| Przegrana | 11-13  | Mariusz Pudzianowski (3-2. 1 NC)   | TKO (ciosy pięściami)                | 1     | 0:39 | KSW 19: Pudzianowski vs. Sapp               | 12.05.2012 | Łódź      | Main Event                                                         |
| Przegrana | 11-12  | James Thompson (16-14)             | TKO (kontuzja nogi)                  | 1     | 1:56 | Super Fight League 1                        | 11.03.2012 | Mumbaj    | Main Event                                                         |
| Przegrana | 11-11  | Rolles Gracie (5-1)                | TKO (poddanie po ciosach)            | 1     | 1:18 | ONE Fighting Championship: Battle of Heroes | 11.02.2012 | Dżakarta  |                                                                    |
| Przegrana | 11-10  | Alexander Otsuka (4-13)            | Dyskwalfikacja (niedozwolony rzut)   | 2     | 1:43 | Accel – Vol. 18: X'mas Seiya Matsuri        | 25.12.2011 | Kobe      |                                                                    |
| Przegrana | 11-9   | Maro Perak (20-3-1)                | TKO (ciosy pięsciami)                | 1     | 3:04 | Noc Gladijatora 6                           | 16.12.2011 | Dubrownik |                                                                    |
| Przegrana | 11-8   | Attila Uçar (7-3-1)                | Poddanie (klucz na stopę)            | 1     | 0:56 | Premium Fight Night                         | 30.04.2011 | Wiedeń    |                                                                    |
| Przegrana | 11-7   | Stav Economou (10-1-1)             | TKO (ciosy pięsciami)                | 1     | 1:45 | ADFC: Round 3                               | 11.03.2011 | Abu Zabi  |                                                                    |
| Wygrana   | 11-6   | Sascha Weinpolter (7-2)            | Poddanie (duszenie przedramieniem)   | 1     | 2:03 | Obračun U Ringu 10                          | 27.03.2010 | Split     |                                                                    |
| Przegrana | 10-6   | Rameau Thierry Sokoudjou (5-4)     | TKO (ciosy pięściami)                | 1     | 1:31 | Dream 11                                    | 06.10.2009 | Kanagawa  | Półfinał Grand Prix DREAM Super Hulk. Zastąpił Gegarda Mousasiego. |
| Przegrana | 10-5   | Bobby Lashley (3-0)                | TKO (poddanie się po ciosach)        | 1     | 3:17 | Fight Force International - Ultimate Chaos  | 27.06.2009 | Biloxi    |                                                                    |
| Przegrana | 10-4   | Ikuhisa Minowa (42-30-8)           | TKO (ciosy pięściami)                | 1     | 1:15 | Dream 9                                     | 26.05.2009 | Kanagawa  | Ćwierćfinał Grand Prix DREAM Super Hulk.                           |
| Wygrana   | 10-3   | Akihito Tanaka (0-0)               | TKO (ciosy pięściami)                | 1     | 5:22 | K-1: Dynamite 2008                          | 31.12.2008 | Saitama   |                                                                    |
| Przegrana | 9-3    | Jan Nortje (1-5)                   | TKO (ciosy pięściami)                | 1     | 0:55 | Strikeforce                                 | 23.02.2008 | Tacoma    | Main Event                                                         |
| Wygrana   | 9-2    | Bobby Ologun (2-1)                 | TKO (ciosy pięściami)                | 1     | 4:10 | K-1: Dynamite 2007                          | 31.12.2007 | Osaka     |                                                                    |
| Wygrana   | 8-2    | Jong Wang Kim (7-18)               | TKO (ciosy pięściami)                | 1     | 0:08 | K-1 HERO'S: Hero's In Seoul 2005            | 05.11.2005 | Seul      |                                                                    |
| Wygrana   | 7-2    | Alan Karajew (0-1)                 | KO (cios)                            | 1     | 3:44 | K-1 HERO'S: Grand Prix 2005                 | 6.07.2005  | Tokyo     |                                                                    |
| Wygrana   | 6-2    | Kim Min-soo (0-0)                  | KO (cios)                            | 1     | 1:12 | K-1 HERO'S: LeBanner vs. Akiyama            | 26.03.2005 | Saitama   |                                                                    |
| Przegrana | 5-2    | Kazuyuki Fujita (10-4)             | TKO (kopnięcia na głowę w parterze)  | 1     | 2:15 | K-1: Romanex 2004                           | 22.05.2005 | Saitama   |                                                                    |
| Wygrana   | 5-1    | Dolgorsürengijn Sumjaabadzar (0-1) | TKO (kontuzja nogi)                  | 1     | 5:00 | K-1: Beast 3                                | 14.03.2004 | Niigata   |                                                                    |
| Wygrana   | 4-1    | Stefan Gamlin (0-0)                | Poddanie (duszenie gilotynowe)       | 1     | 0:52 | K-1: Survival 2003                          | 21.09.2003 | Jokohama  |                                                                    |
| Wygrana   | 3-1    | Yoshihiro Takayama (0-3)           | Poddanie (dźwignia na staw łokciowy) | 1     | 2:16 | Inoki Bom-Ba-Ye 2002                        | 31.12.2002 | Saitama   |                                                                    |
| Przegrana | 2-1    | Antônio Rodrigo Nogueira (16-1-1)  | Poddanie (dźwignia na staw łokciowy) | 2     | 4:03 | Pride Shockwave                             | 28.08.2002 | Tokyo     |                                                                    |
| Wygrana   | 2-0    | Kiyoshi Tamura (35-15-3)           | TKO (ciosy pięściami)                | 1     | 0:11 | Pride 21: Demolition                        | 23.06.2002 | Saitama   |                                                                    |
| Wygrana   | 1-0    | Yoshihisa Yamamoto (40-29-1)       | TKO (ciosy pięściami)                | 1     | 2:44 | Pride 20: Armed and Ready                   | 28.04.2002 | Jokohama  | Debiut w MMA                                                       |

## Filmografia

### Filmy
- 2004: Izo
- 2004: Devilman jako World Newscaster
- 2005: Wykiwać klawisza jako Switowski
- 2005: Elektra jako Stone
- 2007: Wielki Stach jako Big Raymond
- 2008: Breakout jako komentator
- 2008: Remarkable Power jako Tiny
- 2008: Smak ryzyka jako Beno
- 2009: Blood and Bone jako Kowal
- 2009: Frankenhood jako Frankie
- 2011: Conan Barbarzyńca 3D jako Ukafa

### Seriale
- 2002: Taiho shichauzo jako Bob